# Leonor Edmunda de Saxe-Eisenach
Leonor Edmunda Luísa de Saxe-Eisenach (Friedewald, 13 de abril de 1662 — Pretzsch, 9 de setembro de 1696), foi a mãe da princesa Carolina de Ansbach, consorte do rei Jorge II da Grã-Bretanha. Foi marquesa de Brandemburgo-Ansbach entre 1681 e 1686, como segunda esposa do marquês João Frederico de Brandemburgo-Ansbach, e eleitora da Saxónia entre 1692 e 1694, devido a um segundo casamento desastroso com o príncipe-eleitor João Jorge IV da Saxónia.

## Biografia
A princesa Leonor Edmunda foi a primeira filha do duque João Jorge I de Saxe-Eisenach e da duquesa Joaneta de Sayn-Wittgenstein. Um dos seus irmãos mais novos era o futuro duque João Guilherme III de Saxe-Eisenach.
Em 1681, tornou-se a segunda esposa do marquês João Frederico de Brandemburgo-Ansbach. Teve um filho, Guilherme Frederico, e uma filha, Carolina. Em 1686, ficou viúva e, como tal, mudou-se com os seus filhos para viver na pobreza em Crailsheim.
A 17 de abril de 1692, em Leipzig, Leonor casou-se com o príncipe-eleitor João Jorge IV da Saxónia. O jovem príncipe foi forçado pela mãe, a eleitora-viúva Ana Sofia, a casar-se para ter herdeiros legítimos para o eleitorado, mas também para terminar o caso amoroso entre João Jorge e a sua amante, Magdalene Sibylle "Billa" de Neidschutz. Outro motivo era obter uma aliança entre Brandemburgo e a Saxónia.
Logo depois de começar a governar o eleitorado, João Jorge passou a viver abertamente com Billa, que se tornou a primeira "amante oficial" (Favoritin) de um príncipe-eleitor da Saxónia [carece de fontes?]. Leonor ficou no Hofe (a residência oficial do príncipe-eleitor), enquanto Jorge se mudou para outro palácio com Billa.
Desesperado para se casar com a sua amante, João Jorge tentou matar Leonor, mas foi impedido pelo seu irmão mais novo, o príncipe Frederico Augusto. Quando João tentou apunhalar Leonor com uma espada, Frederico, que estava desarmado, parou o golpe com a mão, o que o deixou com marcas físicas para o resto da vida.
Leonor sofreu dois abortos durante este casamento, em agosto de 1692 e em fevereiro de 1692, bem como uma gravidez fantasiosa em 1693. Tinha como confidente o diplomata inglês George Stepney, que escreveu muito sobre ela e sobre a corte da Saxónia. João Jorge morreu a 27 de abril de 1694 de varíola. Como viúva, Leonor e os seus filhos foram exilados para Pretzsch. Leonor morreu dois anos depois, a 9 de setembro de 1696.

## Genealogia
| Leonor Edmunda de Saxe-Eisenach | Pai: João Jorge I, Duque de Saxe-Eisenach | Avô paterno: Guilherme, Duque de Saxe-Weimar          | Bisavô paterno: João II, Duque de Saxe-Weimar                  |
| Leonor Edmunda de Saxe-Eisenach | Pai: João Jorge I, Duque de Saxe-Eisenach | Avô paterno: Guilherme, Duque de Saxe-Weimar          | Bisavó paterna: Doroteia Maria de Anhalt                       |
| Leonor Edmunda de Saxe-Eisenach | Pai: João Jorge I, Duque de Saxe-Eisenach | Avó paterna: Leonor Doroteia de Anhalt-Dessau         | Bisavô paterno: João Jorge I, Príncipe de Anhalt-Dessau        |
| Leonor Edmunda de Saxe-Eisenach | Pai: João Jorge I, Duque de Saxe-Eisenach | Avó paterna: Leonor Doroteia de Anhalt-Dessau         | Bisavó paterna: Doroteia do Palatinado-Simmern                 |
| Leonor Edmunda de Saxe-Eisenach | Mãe: Joaneta de Sayn-Wittgenstein         | Avô materno: Ernesto, Conde de Sayn-Wittgenstein-Sayn | Bisavô materno: Guilherme III, Conde de Sayn-Wittgenstein-Sayn |
| Leonor Edmunda de Saxe-Eisenach | Mãe: Joaneta de Sayn-Wittgenstein         | Avô materno: Ernesto, Conde de Sayn-Wittgenstein-Sayn | Bisavó materna: Ana Isabel de Sayn Wittgenstein                |
| Leonor Edmunda de Saxe-Eisenach | Mãe: Joaneta de Sayn-Wittgenstein         | Avó materna: Luísa Juliana de Erbach                  | Bisavô materno: Jorge III, Conde de Erbach-Breuberg            |
| Leonor Edmunda de Saxe-Eisenach | Mãe: Joaneta de Sayn-Wittgenstein         | Avó materna: Luísa Juliana de Erbach                  | Bisavó materna: Maria de Barby-Mühlingen                       |